# Джанаев, Борис Борисович
Бори́с Бори́сович Джана́ев (1 мая 1969, г. Орджоникидзе, СОАССР) — российский государственный и политический деятель. Председатель Правительства Республики Северная Осетия-Алания с 8 октября 2021 года.
Государственный советник Российской Федерации 3 класса. Член Всероссийской политической партии «Единая Россия».

## Биография
Родился 1 мая 1969 года в г. Орджоникидзе (Владикавказ).

### Образование
1990 г. — окончил Северо-Кавказский строительный техникум по специальности «техник-механик».
2006 г. — окончил юридический факультет Северо-Осетинского государственного университета имени К. Л. Хетагурова.
2014 г. — прошел профессиональную переподготовку в Российской академии народного хозяйства и государственной службы при Президенте Российской Федерации по специальности «государственное и муниципальное управление».
2018 г. — окончил Северо-Кавказский горно-металлургический институт, получив специализацию «подземная разработка рудных месторождений» и квалификацию «горный инженер».

### Профессиональная деятельность
1985 г. — начал трудовую деятельность на заводе «Топаз» г. Владикавказ специалистом по наладке оборудования.
1987-1989 гг. — служба в рядах Вооруженных сил.
1990 г. — служащий подразделения в структуре Министерства обороны СССР.
1992 г. — руководитель подразделения в структуре Министерства обороны РФ.
С 2000 г. — работал в коммерческих структурах на руководящих должностях.
С февраля 2013 г. — начальник отдела горного надзора по РСО-Алания Северо-Кавказского управления Ростехнадзора.
С октября 2013 г. назначен заместителем руководителя Северо-Кавказского управления Федеральной службы по экологическому, технологическому и атомному надзору (Ростехнадзор).
С марта 2015 г. — исполняющий обязанности руководителя Волжско-Окского управления Ростехнадзора Приволжского Федерального округа.
В июле 2015 г. назначен руководителем Волжско-Окского управления Ростехнадзора Приволжского Федерального округа.
С октября 2015 г. — заместитель Председателя Правительства РСО-Алания.
В октябре 2016 г. назначен заместителем Председателя Правительства РСО-Алания — Полномочным представителем РСО-Алания при Президенте РФ.
С 8 октября 2021 г. — Председатель Правительства РСО-Алания.

### Награды
- Указом № 122 Главы РСО-Алания от 25 апреля 2019 г. награждён медалью «Во славу Осетии» — за большой личный вклад в социально-экономическое и общественно-политическое развитие Республики Северная Осетия-Алания.
- Награждён Благодарственным письмом Министерства Российской Федерации по делам Северного Кавказа за существенный вклад в социально-экономическое развитие Северо-Кавказского федерального округа. Приказ Министерства от 12 марта 2018 г.
- Патриархом Кириллом (патриарх Московский) награжден Орденом Святого благоверного князя Даниила Московского II степени.
- Награжден Благодарностью Министра экономического развития Российской Федерации М.Г. Решетникова. Приказ Министерства от 26 апреля 2024 г.
- Награжден нагрудным знаком  "За содружество" Общероссийского союза "Федерация Независимых Профсоюзов России". Распоряжение ФНПР от 24 июня 2024 г. №101.
- Награжден Медалью Калужской епархии Русской Православной Церкви Святителя Филарета (Амфитеатрова) I степени 7 августа 2024 г.

## Публикации
- План мероприятий к празднованию крещения Алании включил реставрацию 15 культурных объектов
- Полпред Северной Осетии при президенте РФ Джанаев возглавил правительство республики
- Премьер Осетии представил главе региона новую структуру правительства
- В Правительстве РФ обсудили модель экономического развития Северной Осетии
- Борис Джанаев и генеральный директор АСИ Светлана Чупшева провели рабочую встречу в Москве
- Владимир Осинцев и Борис Джанаев обсудили реализацию нацпроекта «Культура» в Северной Осетии – Алании
- Татьяна Илюшникова обсудила меры поддержки бизнеса Северной Осетии с главой правительства республики